# Arkusik zeszycikowy (filatelistyka)
Arkusik zeszycikowy (ang. booklet pane) – forma wydawnicza znaczków pocztowych, zawierająca od 2 do 20 lub więcej znaczków jednego lub kilku rodzajów. Często występuje z przywieszkami lub marginesami.